# Uilleam, 5. Earl of Mar
Uilleam, 5. Earl of Mar (anglisiert auch William, 5. Earl of Mar, † nach 29. September 1281) war ein schottischer Magnat.

## Herkunft und Erbe
Uilleam war ein Sohn von Donnchadh, der Name seiner Mutter ist unbekannt. Er wird erstmals 1242 als Zeuge einer Urkunde seines Vaters genannt. Vermutlich folgte er nach dem Tod seines Vaters 1243 als Earl of Mar nach, denn im Februar 1244 bezeugt Uilleam eine Urkunde von König Alexander II. als Earl of Mar. Im selben Jahr bezeugte er den Vertrag von Newcastle, den der schottische König mit dem englischen König Heinrich III. geschlossen hatte. Politisch unterstützte der junge Uilleam während der Herrschaft von Alexander II. die von Walter Comyn, Earl of Menteith geführte Familie Comyn. Vermutlich aufgrund von Uilleams Jugend und wegen seiner Verbindungen zu den Comyns führte 1242 Alan Durward, der umfangreichen Grundbesitz in Mar besaß, das Aufgebot aus Mar, um die Fehde der Comyns gegen Walter Bisset zu stoppen.

## Rolle während der Minderjährigkeit von Alexander III.
Mitte Februar 1249 nahm Uilleam an einer großen Versammlung der Magnaten mit König Alexander II. in Stirling teil, in der es wohl um die Stellung des halbautonomen Lords of Argyll ging. Der König starb aber bereits im Juli 1249 und hinterließ nur einen minderjährigen Erben. In der Folge kämpften rivalisierende Adelsfraktionen um die Vorherrschaft im Regentschaftsrat. Uilleam unterstützte den mit seiner Frau verwandten Walter Comyn, Earl of Menteith und gehörte zu den Adligen, die den bisherigen Regenten Alan Durward und seine Unterstützer Weihnachten 1251 des Verrats bezichtigten. Dies führte zum Sturz von Durward. Ab 1252 diente Uilleam in der neuen Regierung als Chamberlain of Scotland. Mit Unterstützung des englischen Königs Heinrich III. konnte Durward 1255 die von Comyn dominierte Regierung stürzen, worauf auch Uilleam sein Amt verlor. Anschließend focht Alan Durward sogar die Erbfolge von Uilleam an. Er behauptete, dass Uilleams Vater ein unehelicher Sohn des 2. Earl of Mar war, so dass er als Urenkel des 3. Earl der rechtmäßige Erbe wäre. Durward konnten seinen Anspruch aber nicht durchsetzen, und der englische König gewährte Uilleam freies Geleit, damit er an seinen Hof kommen konnte. 1257 unterstützte Uilleam den Staatsstreich, in dem Walter Comyn sich des jungen Königs bemächtigte und damit wieder die Kontrolle über die Regierung gewann. Dadurch wurde Durward erneut gestürzt und sein Anspruch auf den Titel Earl of Mar wurde nicht weiterverfolgt. 1268 wurde Uilleam durch eine päpstliche Urkunde endgültig als rechtmäßiger Earl anerkannt, aufgrund der Unterschiede zwischen keltischer Praxis und kanonischem Gesetz. 1258 gehörte er zu den Schotten, die auf Betreiben von Comyn ein Bündnis mit dem walisischen Fürsten Llywelyn ap Gruffydd schlossen, dabei vereinbarten sie mit Heinrich III., dass dieses Bündnis nicht gegen England gerichtet war.

## Späteres Leben
Walter Comyn starb Ende 1258, doch Mar behielt weiter seinen politischen Einfluss, als der junge Alexander III. selbst die Macht übernahm. Vor 1264 wurde er erneut Chamberlain und behielt das Amt bis 1267. Dazu war er Sheriff von Dunbartonshire. Während des Kriegs mit Norwegen ab 1263 führte Mar 1264 eine Armee, einen Großteil der westschottischen Inseln eroberte. Angeblich soll Mar einen Konflikt mit Bischof Archibald von Moray gehabt haben, der ihn 1268 exkommunizierte. Dennoch sandte Alexander III. ihn 1270 als Gesandten zu Heinrich III., um seine Erbansprüche auf die Honour of Huntingdon geltend zu machen. Mars Gesandtschaft blieb aber erfolglos. Ab 1260 ließ er mit königlicher Unterstützung Kildrummy Castle errichten.

## Ehen und Nachkommen
Mar war zweimal verheiratet. In erster Ehe hatte er Elisabeth, eine Tochter von William Comyn, Earl of Buchan und von dessen Frau Marjory geheiratet. Aus dieser Ehe hatte er mindestens einen Sohn, Domhnall, 6. Earl of Mar (auch Donald), möglicherweise auch einen zweiten Sohn, Donnchadh (auch Duncan). Nach Elizabeths Tod 1267 heiratete er Muriel, eine Tochter von Maol Íosa, 5. Earl of Strathearn. Sie war eine Enkelin und eine der Erbinnen von Robert Muschamp. Muriel starb allerdings kinderlos 1291.
Uilleam starb offensichtlich kurz nach Michaelis 1281. Im Juli 1281, also wohl noch zu seinen Lebzeiten, wurde sein Sohn Domhnall zum neuen Earl of Mar erhoben.